# Otto Gilka
Otto Gilka (* 26. April 1898 in Rudczanny, Ostpreußen; † 23. November 1978 in Grevenbroich) war ein deutscher Verwaltungsjurist und Kommunalpolitiker (Zentrum, später CDU).
Er war vom 3. November 1932 bis zu seiner Beurlaubung am 30. März 1933 Oberbürgermeister von Allenstein und wurde nach Kriegsende 1945 Landrat und Oberkreisdirektor in Grevenbroich.

## Leben
Der Katholik Otto Gilka war ein Sohn des Bahnhofvorstehers August Gilka und dessen Ehefrau Martha, geborene Kleefeldt. Nach der Schulausbildung in Lyck und Königsberg nahm er im letzten Kriegsjahr am Ersten Weltkrieg teil und absolvierte nach seiner Militärentlassung 1919 ein Studium der Rechtswissenschaften an der Albertus-Universität Königsberg. Am 29. Juni 1921 bestand er seine erste juristische Staatsprüfung beim Oberlandesgericht Königsberg und wurde am 12. Juli 1921 in den Beamtenstand aufgenommen. Am 24. November 1922 wurde er mit seiner Schrift Über die begrifflichen Grenzen zwischen dolus eventualis und Gefährdungsvorsatz zum Dr. iur. promoviert. Er war als Referendar bei verschiedenen Gerichten tätig, qualifizierte sich als Regierungsreferendar mit der zweiten Staatsprüfung am 28. Februar 1925 beim Preußischen Ministerium des Inneren in Berlin für den höheren Verwaltungsdienst und wurde als Assessor bei mehreren Kommunalverwaltungen eingesetzt, unter anderem im Landratsamt Lippstadt und als Dezernent bei der Bezirksregierung Oppeln.
Am 8. März 1929 wurde er zum hauptamtlichen Magistratsmitglied der Stadt Allenstein ernannt und vertrat als Stadtrat der Zentrumspartei die katholische Bevölkerungsmehrheit der Stadt. Am 27. Februar 1931 wurde er 18 Monate im Voraus zum Nachfolger des langjährigen Oberbürgermeisters Georg Zülch (DNVP) gewählt, dessen Amtszeit im Herbst 1932 endete. Gilkas Wahl zum ersten katholischen Oberbürgermeister seit über 50 Jahren, die dem Zentrum nur mit Unterstützung der beiden Sozialdemokraten in der Stadtverordnetenversammlung gelang, wurde als lokalpolitische Wende und Erfolg des örtlichen Zentrumsführers Carl Stephan (1884–1941) wahrgenommen, dem Chefredakteur des bürgerlich-katholischen Allensteiner Volksblatts. Sie blieb allerdings ein kurzes Zwischenspiel, da Gilka nur von November 1932 bis März 1933 im Amt blieb und nach der nationalsozialistischen Machtübernahme und den Märzwahlen 1933 aus dem Amt vertrieben und durch den nationalsozialistischen Rechtsanwalt Friedrich Schiedat ersetzt wurde. Ein Jahr nach seiner Beurlaubung wurde er in den vorzeitigen Ruhestand versetzt.
Gilka zog nach Düsseldorf und ließ sich dort als Anwalt für Verwaltungsrecht nieder. Nach dem Ende der NS-Zeit wurde er am 14. Juli 1945 vom Düsseldorfer Regierungspräsidenten Eduard Sträter im Einvernehmen mit der britischen Militärregierung zum Landrat des Landkreises Grevenbroich-Neuß ernannt. Nach der Umbenennung des Landkreises Grevenbroich-Neuß in Kreis Grevenbroich 1946 wurde Gilka bis 1961 dessen erster Oberkreisdirektor. 1967 betrieb er die Gründung der Vereinigung Vogelfreunde des Kreises Grevenbroich, die erstmals Vertrauensleute für den Vogelschutz im Kreisgebiet einsetzte. Otto Gilka verstarb 80-jährig am 23. November 1978 in Grevenbroich.

## Publikation
- Über die begrifflichen Grenzen zwischen dolus eventualis und Gefährdungsvorsatz, Rechts- und staatswissenschaftliche Dissertation, Königsberg, 1922. OCLC 720933542